# Botnryggen
Der Botnryggen (norwegisch für Kesselrücken) ist ein größtenteils vereister Gebirgskamm auf der Peter-I.-Insel in der Antarktis. Vom südlichen Teil des Lars-Christensen-Gipfels ausgehend erstreckt er sich in nordöstlicher Richtung.
Norwegische Wissenschaftler benannten ihn.